# Sjednocená maďarská strana
Sjednocená maďarská strana (maďarsky Egyesült Magyar Párt, plným názvem Sjednocená zemská křesťansko-socialistická a maďarská národní strana, Egyesült Országos Keresztényiszocialista és Magyar Nemzeti Párt) byla politická strana na území prvorepublikového Československa, respektive Slovenska a Podkarpatské Rusi, která reprezentovala maďarskou národnostní menšinu.

## Dějiny
Vznikla 6. června 1936 na sjezdu v Nových Zámcích. Její vznik byl výsledkem sloučení dvou největších politických formací maďarské menšiny v ČSR, Maďarské národní strany a Zemské křesťansko-socialistické strany. Obě strany již předtím v parlamentních volbách v roce 1929 i parlamentních volbách v roce 1935 kandidovaly na společné kandidátní listině. Nyní se tato technická předvolební koalice proměnila v trvalou.
Na jaře 1938 strana zesílila svou opozici vůči Československu a posilovala své kontakty na jiné etnické politické strany. Sudetoněmecká strana a Sjednocená maďarská strana uzavřely v Budapešti dohodu, která se proti stávající podobě a rozsahu ČSR vyslovovala již na mezinárodní úrovni.
Nová strana byla vydávána za výlučného reprezentanta menšinových maďarských zájmů. Požadovala autonomii Slovenska a Podkarpatské Rusi. Měla dva předsedy, reprezentující dvě původní formace, z nichž vznikla (Andor Jaross za národní stranu a János Esterházy za křesťanské socialisty). Po zániku První republiky a provedení první vídeňské arbitráže, v jejímž důsledku přišlo Československo o podstatnou část etnicky maďarských oblastí, byla strana slovenskými autonomními úřady rozpuštěna a pokračovala dál v existenci jako umenšená Maďarská strana na Slovensku i během Slovenského státu.